# Schneider Junnosuke
Junnosuke Schneider (sinh ngày 22 tháng 5 năm 1977) là một cầu thủ bóng đá người Nhật Bản.

## Sự nghiệp câu lạc bộ
Junnosuke Schneider đã từng chơi cho FC Horikoshi, Sagan Tosu, Vegalta Sendai, Gainare Tottori, Yokohama FC và Nara Club.